# Wereldkampioenschap voetbal onder 20 - 1991
Het achtste wereldkampioenschap voetbal onder 20 werd gehouden in Portugal van 14 tot en met 30 juni 1991. Het toernooi werd net als bij de vorige editie gewonnen door Portugal, dat zo een tweede titel behaalde. In de finale werd Brazilië verslagen na strafschoppen.  Sovjet-Unie werd derde.

## Deelnemers

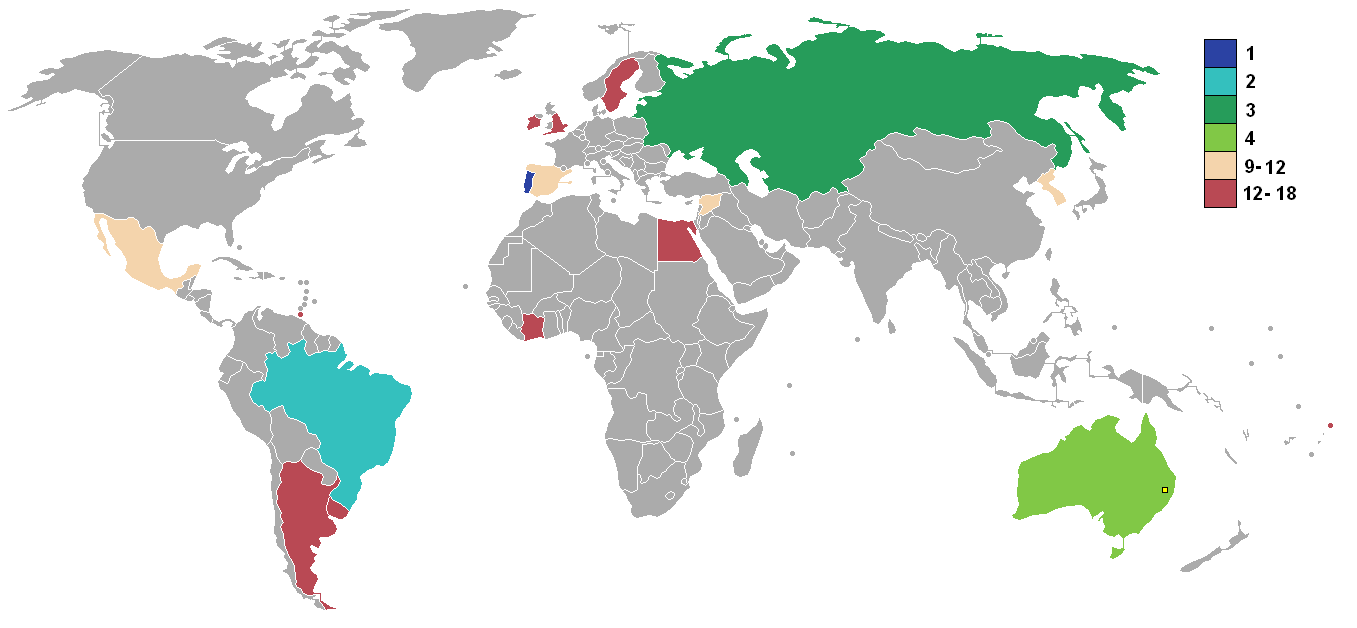
Deelnemende landen

Er deden zestien teams uit zes confederaties mee. Teams konden zich kwalificeren via een jeugdtoernooi dat binnen elke confederatie georganiseerd werd.
| Confederatie                                   | Kwalificatietoernooi                                                                | Gekwalificeerde landen                     |
| ---------------------------------------------- | ----------------------------------------------------------------------------------- | ------------------------------------------ |
| AFC (Azië)                                     | Aziatisch kampioenschap voetbal onder 19 - 1990 Indonesië, 3–15 mei 1990            | Korea Syrië                                |
| CAF (Afrika)                                   | Afrikaans kampioenschap voetbal onder 21 - 1991 Egypte, 22 februari – 8 maart 1991  | Egypte Ivoorkust                           |
| CONCACAF (Noord, Centraal-Amerika & Caribbean) | CONCACAF-kampioenschap voetbal onder 20 - 1990 Guatemala, 29 april – 11 mei 1990    | Mexico Trinidad en Tobago                  |
| CONMEBOL (Zuid-Amerika)                        | Zuid-Amerikaans kampioenschap voetbal onder 20 - 1991 Venezuela, 1–17 februari 1991 | Argentinië Brazilië Uruguay                |
| OFC (Oceanië)                                  | Oceanisch kampioenschap voetbal onder 20 - 1990 Fiji, ?–9 maart 1990                | Australië                                  |
| UEFA (Europa)                                  | Europees kampioenschap voetbal onder 18 - 1990 Hongarije, 24–29 juli 1990           | Engeland Ierland Sovjet-Unie Spanje Zweden |
| Gastland                                       | Gastland                                                                            | Portugal                                   |

## Stadions
| · Porto Lissabon Braga Guimarães Faro | Porto                                          |
| · Porto Lissabon Braga Guimarães Faro | Estádio das Antas Capaciteit: 55.000           |
| · Porto Lissabon Braga Guimarães Faro |                                                |
| · Porto Lissabon Braga Guimarães Faro | Lissabon                                       |
| · Porto Lissabon Braga Guimarães Faro | Estádio da Luz Capaciteit: 120.000             |
| · Porto Lissabon Braga Guimarães Faro | Braga                                          |
| · Porto Lissabon Braga Guimarães Faro | Estádio 1º de Maio Capaciteit: 28.000          |
| · Porto Lissabon Braga Guimarães Faro | Guimarães                                      |
| · Porto Lissabon Braga Guimarães Faro | Estádio D. Afonso Henriques Capaciteit: 33.000 |
| · Porto Lissabon Braga Guimarães Faro | Faro                                           |
| · Porto Lissabon Braga Guimarães Faro | Estádio de São Luís Capaciteit: 15.000         |
| · Porto Lissabon Braga Guimarães Faro |                                                |

## Groepsfase

### Groep A
| Team       | Ptn | Wed | W | G | V | DV | DT | DS | Resultaat           |
| ---------- | --- | --- | - | - | - | -- | -- | -- | ------------------- |
| Portugal   | 6   | 3   | 3 | 0 | 0 | 6  | 0  | +6 | Naar de kwartfinale |
| Korea      | 3   | 3   | 1 | 1 | 1 | 2  | 2  | 0  | Naar de kwartfinale |
| Ierland    | 2   | 3   | 0 | 2 | 1 | 3  | 5  | –2 |                     |
| Argentinië | 1   | 3   | 0 | 1 | 2 | 2  | 6  | –4 |                     |

|                    |                       |     |         |                                                                                        |
| 14 juni 1991 21:00 | Portugal              | 2–0 | Ierland | Estádio das Antas, Porto Toeschouwers: 65.000 Scheidsrechter: Pierluigi Pairetto (ITA) |
| 14 juni 1991 21:00 | Pinto 17' Capucho 78' |     |         | Estádio das Antas, Porto Toeschouwers: 65.000 Scheidsrechter: Pierluigi Pairetto (ITA) |

|                    |            |             |       |                                                                                    |
| 15 juni 1991 19:00 | Argentinië | 0–1         | Korea | Estádio da Luz, Lissabon Toeschouwers: 2.000 Scheidsrechter: Ernesto Filippi (URU) |
| 15 juni 1991 19:00 |            | In-Chol 88' |       | Estádio da Luz, Lissabon Toeschouwers: 2.000 Scheidsrechter: Ernesto Filippi (URU) |

|                    |              |     |          |                                                                                   |
| 17 juni 1991 19:00 | Ierland      | 1–1 | Korea    | Estádio da Luz, Lissabon Toeschouwers: 5.500 Scheidsrechter: Robert Sawtell (CAN) |
| 17 juni 1991 19:00 | McCarthy 58' |     | Chol 89' | Estádio da Luz, Lissabon Toeschouwers: 5.500 Scheidsrechter: Robert Sawtell (CAN) |

|                    |                             |     |            |                                                                                  |
| 17 juni 1991 21:30 | Portugal                    | 3–0 | Argentinië | Estádio da Luz, Lissabon Toeschouwers: 60.000 Scheidsrechter: Guy Goethals (BEL) |
| 17 juni 1991 21:30 | Gil 56' Torres 80' Toni 86' |     |            | Estádio da Luz, Lissabon Toeschouwers: 60.000 Scheidsrechter: Guy Goethals (BEL) |

|                    |                           |     |                               |                                                                                    |
| 20 juni 1991 19:00 | Ierland                   | 2–2 | Argentinië                    | Estádio da Luz, Lissabon Toeschouwers: 38.000 Scheidsrechter: Raúl Domínguez (USA) |
| 20 juni 1991 19:00 | O'Connor 9' Gallagher 63' |     | Delgado 55' Molina 57' (pen.) | Estádio da Luz, Lissabon Toeschouwers: 38.000 Scheidsrechter: Raúl Domínguez (USA) |

|                    |            |     |       |                                                                                         |
| 20 juni 1991 21:30 | Portugal   | 1–0 | Korea | Estádio da Luz, Lissabon Toeschouwers: 38.000 Scheidsrechter: Enrique Marín Gallo (CHI) |
| 20 juni 1991 21:30 | Torres 42' |     |       | Estádio da Luz, Lissabon Toeschouwers: 38.000 Scheidsrechter: Enrique Marín Gallo (CHI) |

Wegens wangedrag in de wedstrijd tegen Portugal werd Argentinië uitgesloten voor het WK onder 20 van 1993 in Australië. Speler Juan Esnáider werd voor een jaar geschorst, omdat hij de Belgische scheidsrechter Guy Goethals belaagde en beledigde. Ook twee andere andere Argentijnen werden van het veld gestuurd. Official Norberto Recasens werd geschorst voor twee jaar en kreeg een boete van zo'n 6.000 gulden. De Argentijnse bond moest een boete van fl. 18.000 betalen.

### Groep B
| Team      | Ptn | Wed | W | G | V | DV | DT | DS | Resultaat           |
| --------- | --- | --- | - | - | - | -- | -- | -- | ------------------- |
| Brazilië  | 5   | 3   | 2 | 1 | 0 | 6  | 3  | +3 | Naar de kwartfinale |
| Mexico    | 4   | 3   | 1 | 2 | 0 | 6  | 3  | +3 | Naar de kwartfinale |
| Zweden    | 2   | 3   | 1 | 0 | 2 | 4  | 6  | –2 |                     |
| Ivoorkust | 1   | 3   | 0 | 1 | 2 | 3  | 7  | –4 |                     |

|                    |                                            |     |        |                                                                                   |
| 15 juni 1991 19:00 | Mexico                                     | 3–0 | Zweden | Estádio das Antas, Porto Toeschouwers: 2.000 Scheidsrechter: Kiichiro Tachi (JPN) |
| 15 juni 1991 19:00 | Hernández 20' Pineda 51' Álvarez Arcos 64' |     |        | Estádio das Antas, Porto Toeschouwers: 2.000 Scheidsrechter: Kiichiro Tachi (JPN) |

|                    |                              |     |           |                                                                                   |
| 15 juni 1991 21:30 | Brazilië                     | 2–1 | Ivoorkust | Estádio das Antas, Porto Toeschouwers: 8.000 Scheidsrechter: Ryszard Wojcik (POL) |
| 15 juni 1991 21:30 | Andrei 29' Luíz Fernando 79' |     | Tiehi 48' | Estádio das Antas, Porto Toeschouwers: 8.000 Scheidsrechter: Ryszard Wojcik (POL) |

|                    |                             |     |                 |                                                                                  |
| 17 juni 1991 19:00 | Brazilië                    | 2–2 | Mexico          | Estádio das Antas, Porto Toeschouwers: 3.500 Scheidsrechter: Leslie Irvine (NIR) |
| 17 juni 1991 19:00 | Nunes 18' Luíz Fernando 45' |     | Pineda 57', 67' | Estádio das Antas, Porto Toeschouwers: 3.500 Scheidsrechter: Leslie Irvine (NIR) |

|                    |                  |     |                                         |                                                                                               |
| 18 juni 1991 19:00 | Ivoorkust        | 1–4 | Zweden                                  | Estádio das Antas, Porto Toeschouwers: 1.500 Scheidsrechter: João Martins Pinto Correia (POR) |
| 18 juni 1991 19:00 | Mambo 64' (pen.) |     | Rödlund 13' Bild 23', 46' Andersson 87' | Estádio das Antas, Porto Toeschouwers: 1.500 Scheidsrechter: João Martins Pinto Correia (POR) |

|                    |           |     |            |                                                                                |
| 20 juni 1991 19:00 | Ivoorkust | 1–1 | Mexico     | Estádio das Antas, Porto Toeschouwers: 4.000 Scheidsrechter: Ali Bujsaim (UAE) |
| 20 juni 1991 19:00 | Seri 79'  |     | Pineda 83' | Estádio das Antas, Porto Toeschouwers: 4.000 Scheidsrechter: Ali Bujsaim (UAE) |

|                    |                     |     |        |                                                                                       |
| 20 juni 1991 21:30 | Brazilië            | 2–0 | Zweden | Estádio das Antas, Porto Toeschouwers: 4.000 Scheidsrechter: Pierluigi Pairetto (ITA) |
| 20 juni 1991 21:30 | Nunes 29' Élber 78' |     |        | Estádio das Antas, Porto Toeschouwers: 4.000 Scheidsrechter: Pierluigi Pairetto (ITA) |

### Groep C
| Team               | Ptn | Wed | W | G | V | DV | DT | DS  | Resultaat           |
| ------------------ | --- | --- | - | - | - | -- | -- | --- | ------------------- |
| Australië          | 6   | 3   | 3 | 0 | 0 | 4  | 0  | +4  | Naar de kwartfinale |
| Sovjet-Unie        | 4   | 3   | 2 | 0 | 1 | 5  | 1  | +4  | Naar de kwartfinale |
| Egypte             | 2   | 3   | 1 | 0 | 2 | 6  | 2  | +4  |                     |
| Trinidad en Tobago | 0   | 3   | 0 | 0 | 3 | 0  | 12 | –12 |                     |

|                    |                    |                   |           |                                                                                            |
| 15 juni 1991 19:30 | Trinidad en Tobago | 0–2               | Australië | Estádio 1º de Maio, Braga Toeschouwers: 1.720 Scheidsrechter: Alberto Tejada Noriega (PER) |
| 15 juni 1991 19:30 |                    | Okon 52' Seal 76' |           | Estádio 1º de Maio, Braga Toeschouwers: 1.720 Scheidsrechter: Alberto Tejada Noriega (PER) |

|                    |        |               |             | |
| 16 juni 1991 17:00 | Egypte | 0–1           | Sovjet-Unie | Estádio D. Afonso Henriques, Guimarães Toeschouwers: 5.680 Scheidsrechter: Juan Pablo Escobar López (GUA) |
| 16 juni 1991 17:00 |        | Scherbakov 6' |             | Estádio D. Afonso Henriques, Guimarães Toeschouwers: 5.680 Scheidsrechter: Juan Pablo Escobar López (GUA) |

|                    |                    |                                                                         |        |                                                                                 |
| 18 juni 1991 19:30 | Trinidad en Tobago | 0–6                                                                     | Egypte | Estádio 1º de Maio, Braga Toeschouwers: 10.000 Scheidsrechter: Wei Jihong (CHN) |
| 18 juni 1991 19:30 |                    | Hussein 8' Sadek 24' Ismail 36' Sakr 60' El-Sheshini 79' Abdel Aziz 82' |        | Estádio 1º de Maio, Braga Toeschouwers: 10.000 Scheidsrechter: Wei Jihong (CHN) |

|                    |             |     |             |                                                                                      |
| 18 juni 1991 21:30 | Australië   | 1–0 | Sovjet-Unie | Estádio 1º de Maio, Braga Toeschouwers: 10.000 Scheidsrechter: Bernd Heynemann (GER) |
| 18 juni 1991 21:30 | Maloney 21' |     |             | Estádio 1º de Maio, Braga Toeschouwers: 10.000 Scheidsrechter: Bernd Heynemann (GER) |

|                    |                 |     |        | |
| 20 juni 1991 17:00 | Australië       | 1–0 | Egypte | Estádio D. Afonso Henriques, Guimarães Toeschouwers: 8.800 Scheidsrechter: Francisco Lamolina (ARG) |
| 20 juni 1991 17:00 | Trajanovski 43' |     |        | Estádio D. Afonso Henriques, Guimarães Toeschouwers: 8.800 Scheidsrechter: Francisco Lamolina (ARG) |

|                    |                    |                                                             |             |                                                                                               |
| 20 juni 1991 19:30 | Trinidad en Tobago | 0–4                                                         | Sovjet-Unie | Estádio D. Afonso Henriques, Guimarães Toeschouwers: 8.800 Scheidsrechter: Idrissa Sarr (MTN) |
| 20 juni 1991 19:30 |                    | Pokhlebayev 9' Konovalov 15' Mikhailenko 22' Scherbakov 35' |             | Estádio D. Afonso Henriques, Guimarães Toeschouwers: 8.800 Scheidsrechter: Idrissa Sarr (MTN) |

### Groep D
| Team     | Ptn | Wed | W | G | V | DV | DT | DS | Resultaat           |
| -------- | --- | --- | - | - | - | -- | -- | -- | ------------------- |
| Spanje   | 5   | 3   | 2 | 1 | 0 | 7  | 0  | +7 | Naar de kwartfinale |
| Syrië    | 4   | 3   | 1 | 2 | 0 | 4  | 3  | +1 | Naar de kwartfinale |
| Engeland | 2   | 3   | 0 | 2 | 1 | 3  | 4  | –1 |                     |
| Uruguay  | 1   | 3   | 0 | 1 | 2 | 0  | 7  | –7 |                     |

|                    |          |          |        |                                                                                       |
| 15 juni 1991 19:30 | Engeland | 0–1      | Spanje | Estádio de São Luís, Faro Toeschouwers: 11.500 Scheidsrechter: Renato Marsiglia (BRA) |
| 15 juni 1991 19:30 |          | Pier 84' |        | Estádio de São Luís, Faro Toeschouwers: 11.500 Scheidsrechter: Renato Marsiglia (BRA) |

|                    |             |     |         |                                                                                 |
| 16 juni 1991 19:00 | Syrië       | 1–0 | Uruguay | Estádio de São Luís, Faro Toeschouwers: 5.500 Scheidsrechter: Alhagi Faye (GAM) |
| 16 juni 1991 19:00 | Ramadan 57' |     |         | Estádio de São Luís, Faro Toeschouwers: 5.500 Scheidsrechter: Alhagi Faye (GAM) |

|                    |                                                               |     |         |                                                                                    |
| 18 juni 1991 19:00 | Spanje                                                        | 6–0 | Uruguay | Estádio de São Luís, Faro Toeschouwers: 11.500 Scheidsrechter: Daniel Roduit (SUI) |
| 18 juni 1991 19:00 | Pier 10' (pen.), 34' Urzáiz 22', 75', 80' (pen.) Mauricio 36' |     |         | Estádio de São Luís, Faro Toeschouwers: 11.500 Scheidsrechter: Daniel Roduit (SUI) |

|                    |                           |     |                                |                                                                                     |
| 18 juni 1991 21:30 | Engeland                  | 3–3 | Syrië                          | Estádio de São Luís, Faro Toeschouwers: 11.500 Scheidsrechter: John McConnell (AUS) |
| 18 juni 1991 21:30 | Allen 12' Awford 69', 84' |     | Ramadan 18' Awad 27' Helou 65' | Estádio de São Luís, Faro Toeschouwers: 11.500 Scheidsrechter: John McConnell (AUS) |

|                    |        |     |       |                                                                                   |
| 20 juni 1991 19:00 | Spanje | 0–0 | Syrië | Estádio de São Luís, Faro Toeschouwers: 5.000 Scheidsrechter: Leslie Irvine (NIR) |
| 20 juni 1991 19:00 |        |     |       | Estádio de São Luís, Faro Toeschouwers: 5.000 Scheidsrechter: Leslie Irvine (NIR) |

|                    |          |     |         |                                                                                 |
| 20 juni 1991 21:30 | Engeland | 0–0 | Uruguay | Estádio de São Luís, Faro Toeschouwers: 5.000 Scheidsrechter: Sándor Puhl (HUN) |
| 20 juni 1991 21:30 |          |     |         | Estádio de São Luís, Faro Toeschouwers: 5.000 Scheidsrechter: Sándor Puhl (HUN) |

De wedstrijd Spanje-Uruguay werd verziekt door ruw spel. Drie spelers van Uruguay, waaronder Darío Silva, werden door scheidsrechter Daniel Roduit uit het veld gestuurd. Silva Pereira werd door de FIFA voor een jaar geschorst, omdat hij de Zwitserse arbiter op de arm had geslagen.

## Knock-outfase
|  | kwartfinale        | kwartfinale         |                    |       | halve finale    | halve finale    |       |  | finale | finale |
|  |                    |                     |                    |       |                 |                 |       |  |        |        |
|  | 22 juni – Lissabon |                     |                    |       |                 |                 |       |  |        |        |
|  |                    |                     |                    |       |                 |                 |       |  |        |        |
|  | Portugal           | 2                   |                    |       |                 |                 |       |  |        |        |
|  | Portugal           | 2                   | 26 juni – Lissabon |       |                 |                 |       |  |        |        |
|  | Mexico             | 1                   |                    |       |                 |                 |       |  |        |        |
|  | Mexico             | 1                   | Portugal           | 1     |                 |                 |       |  |        |        |
|  | 23 juni – Braga    |                     | Portugal           | 1     |                 |                 |       |  |        |        |
|  |                    | Australië           | 0                  |       |                 |                 |       |  |        |        |
|  | Syrië              | Australië           | 0                  | 1 (4) |                 |                 |       |  |        |        |
|  | Syrië              |                     | 30 juni – Lissabon | 1 (4) |                 |                 |       |  |        |        |
|  | Australië          | 1 (5)               |                    |       |                 |                 |       |  |        |        |
|  | Australië          | 1 (5)               | Portugal           | 0 (4) |                 |                 |       |  |        |        |
|  | 23 juni – Faro     |                     | Portugal           | 0 (4) |                 |                 |       |  |        |        |
|  |                    | Brazilië            | 0 (3)              |       |                 |                 |       |  |        |        |
|  | Sovjet-Unie        | Brazilië            | 0 (3)              | 3     |                 |                 |       |  |        |        |
|  | Sovjet-Unie        | 26 juni – Guimarães |                    | 3     |                 |                 |       |  |        |        |
|  | Spanje             | 1                   |                    |       |                 |                 |       |  |        |        |
|  | Spanje             | 1                   | Sovjet-Unie        | 0     | derde plaats    | derde plaats    |       |  |        |        |
|  | 22 juni – Porto    |                     | Sovjet-Unie        | 0     | derde plaats    | derde plaats    |       |  |        |        |
|  |                    | Brazilië            | 3                  |       | 29 juni – Porto | 29 juni – Porto |       |  |        |        |
|  | Korea              | Brazilië            | 3                  | 1     | 29 juni – Porto | 29 juni – Porto |       |  |        |        |
|  | Korea              |                     |                    |       |                 | Australië       | 1 (4) |  |        |        |
|  | Brazilië           | 5                   |                    |       |                 | Australië       | 1 (4) |  |        |        |
|  | Brazilië           | 5                   | Sovjet-Unie        | 1 (5) |                 |                 |       |  |        |        |
|  |                    |                     | Sovjet-Unie        | 1 (5) |                 |                 |       |  |        |        |

### Kwartfinale
|                    |                            |            |             |                                                                                    |
| 22 juni 1991 18:30 | Portugal                   | 2–1 (n.v.) | Mexico      | Estádio da Luz, Lissabon Toeschouwers: 90.000 Scheidsrechter: Ryszard Wojcik (POL) |
| 22 juni 1991 18:30 | Torres 3' (pen.) Toni 101' |            | Mendoza 35' | Estádio da Luz, Lissabon Toeschouwers: 90.000 Scheidsrechter: Ryszard Wojcik (POL) |

|                    |                                              |     |          |                                                                                  |
| 22 juni 1991 21:30 | Brazilië                                     | 5–1 | Korea    | Estádio das Antas, Porto Toeschouwers: 25.000 Scheidsrechter: Guy Goethals (BEL) |
| 22 juni 1991 21:30 | Marquinhos 15' Élber 41', 67' Djair 47', 53' |     | Chol 40' | Estádio das Antas, Porto Toeschouwers: 25.000 Scheidsrechter: Guy Goethals (BEL) |

|                    |                                         |            |                                                  |                                                                                       |
| 23 juni 1991 17:00 | Australië                               | 1–1 (n.v.) | Syrië                                            | Estádio 1º de Maio, Braga Toeschouwers: 10.000 Scheidsrechter: Renato Marsiglia (BRA) |
| 23 juni 1991 17:00 | Seal 20'                                |            | A. Mando 56'                                     | Estádio 1º de Maio, Braga Toeschouwers: 10.000 Scheidsrechter: Renato Marsiglia (BRA) |
| 23 juni 1991 17:00 | Strafschoppen                           |            |                                                  | Estádio 1º de Maio, Braga Toeschouwers: 10.000 Scheidsrechter: Renato Marsiglia (BRA) |
| 23 juni 1991 17:00 | Seal Okon Kindtner Muscat Babic Stanton | 5–4        | F. Mando Khalifa Ghaeb Abdul Razak Ramadan Sibai | Estádio 1º de Maio, Braga Toeschouwers: 10.000 Scheidsrechter: Renato Marsiglia (BRA) |

|                    |            |     |                                  |                                                                                         |
| 23 juni 1991 21:30 | Spanje     | 1–3 | Sovjet-Unie                      | Estádio de São Luís, Faro Toeschouwers: 13.000 Scheidsrechter: Francisco Lamolina (ARG) |
| 23 juni 1991 21:30 | Urzáiz 85' |     | Scherbakov 35', 64' Mandreko 80' | Estádio de São Luís, Faro Toeschouwers: 13.000 Scheidsrechter: Francisco Lamolina (ARG) |

### Halve finale
|                    |                                     |     |             |                                                                                                  |
| 26 juni 1991 18:30 | Brazilië                            | 3–0 | Sovjet-Unie | Estádio D. Afonso Henriques, Guimarães Toeschouwers: 22.000 Scheidsrechter: Raúl Domínguez (USA) |
| 26 juni 1991 18:30 | Marquinhos 15' Castro 18' Élber 32' |     |             | Estádio D. Afonso Henriques, Guimarães Toeschouwers: 22.000 Scheidsrechter: Raúl Domínguez (USA) |

|                    |               |     |           |                                                                                  |
| 26 juni 1991 21:30 | Portugal      | 1–0 | Australië | Estádio da Luz, Lissabon Toeschouwers: 112.000 Scheidsrechter: Sándor Puhl (HUN) |
| 26 juni 1991 21:30 | Rui Costa 31' |     |           | Estádio da Luz, Lissabon Toeschouwers: 112.000 Scheidsrechter: Sándor Puhl (HUN) |

### Troostfinale
|                    |                                        |            |                                                           |                                                                                 |
| 29 juni 1991 21:30 | Australië                              | 1–1 (n.v.) | Sovjet-Unie                                               | Estádio das Antas, Porto Toeschouwers: 6.000 Scheidsrechter: Idrissa Sarr (MTN) |
| 29 juni 1991 21:30 | Seal 87'                               |            | Scherbakov 39' (pen.)                                     | Estádio das Antas, Porto Toeschouwers: 6.000 Scheidsrechter: Idrissa Sarr (MTN) |
| 29 juni 1991 21:30 | Strafschoppen                          |            |                                                           | Estádio das Antas, Porto Toeschouwers: 6.000 Scheidsrechter: Idrissa Sarr (MTN) |
| 29 juni 1991 21:30 | Seal Okon Corica Babic Popovic Stanton | 4–5        | Pokhlebayev Bushmanov Babalaryan Mamchur Scherbakov Minko | Estádio das Antas, Porto Toeschouwers: 6.000 Scheidsrechter: Idrissa Sarr (MTN) |

### Finale
|                    |                                         |            |                               |                                                                                         |
| 30 juni 1991 19:00 | Portugal                                | 0–0 (n.v.) | Brazilië                      | Estádio da Luz, Lissabon Toeschouwers: 127.000 Scheidsrechter: Francisco Lamolina (ARG) |
| 30 juni 1991 19:00 |                                         |            |                               | Estádio da Luz, Lissabon Toeschouwers: 127.000 Scheidsrechter: Francisco Lamolina (ARG) |
| 30 juni 1991 19:00 | Strafschoppen                           |            |                               | Estádio da Luz, Lissabon Toeschouwers: 127.000 Scheidsrechter: Francisco Lamolina (ARG) |
| 30 juni 1991 19:00 | Jorge Costa Figo Paulo Torres Rui Costa | 4–2        | Ramon Élber Andrei Marquinhos | Estádio da Luz, Lissabon Toeschouwers: 127.000 Scheidsrechter: Francisco Lamolina (ARG) |